# Geophagus pyrocephalus
Geophagus pyrocephalus é uma espécie de ciclídeo que ocorre na região baixa do rio Tapajós.